# آرامگاه امامزاده سید علی کیا سلطان
بقعه امامزاده سید علی کیا سلطان مربوط به سدهٔ ۹ و ۱۰ ه.ق است و در شهرستان نوشهر، روستای  سیدعلی کیا واقع شده و این اثر در تاریخ ۲۲ اردیبهشت ۱۳۵۶ با شمارهٔ ثبت ۱۴۱۵ به‌عنوان یکی از آثار ملی ایران به ثبت رسیده است. ازنوادگان معروف ایشان می توان به سید میرشهاب الدین کیائی که دارای اشعار وتالیفات متعدد می باشد نوه بزرگواردیگر ایشان سید شهرام کیایی بوده که در باب عرفان و ادب تالیفات فراوانی دارد که در دانشگاه های معتبر تدریس می گردد